# Huancavelica
Huancavelica (quechua: Wanka willka) är en stad i Peru, och är huvudort för departementet Huancavelica. Folkmängden uppgick till 47 866 invånare 2015. Staden är belägen på 3 600 meters höjd och ligger på östra sluttningen av Anderna vid Ichufloden, en biflod till Mantarofloden.
Etymologin för ordet Huancavelica har olika versioner, men den mest citerade kommer från quechua wanka willka, vilket betyder "helig sten",  även om denna tolkning inte stämmer så bra överens med grammatiken för Quechua.
Huancavelica grundades den 4 augusti 1571 efter instruktioner från vicekungen för Peru don Francisco de Toledo med namnet Villa Rica de Oropesa, ett namn som syftade på staden Oropesa] där vicekungen föddes och även till den ekonomiska boom som gruvdriften upprätthöll vid den tiden. Även om mineraler fortfarande utvinns från denna stad ligger Huancavelica i centrum av ett av områdena med det högsta fattigdomsindex i landet.